# Vũ Xá, Kim Động
Vũ Xá là một xã cũ thuộc huyện Kim Động, tỉnh Hưng Yên, Việt Nam.
Ngày 1 tháng 12, xã Vũ Xá sáp nhập với xã Nhân La để tạo nên xã Diên Hồng

## Địa lý
Xã Vũ Xá có vị trí địa lý:
- Phía đông giáp huyện Ân Thi
- Phía tây giáp thị trấn Lương Bằng và xã Chính Nghĩa
- Phía nam giáp huyện Tiên Lữ
- Phía bắc giáp xã Nhân La.

Xã Vũ Xá có diện tích 5,17 km², dân số năm 2019 là 5.904 người, mật độ dân số đạt 1.141 người/km².

## Hành chính
Xã Vũ Xá được chia thành 5 thôn: Cộng Vũ (làng Mụa) Bình Đôi, Lê Xá (làng Lầy), Cao Xá, Bản Lễ (làng Ngõ).

## Lịch sử
Xã Diên Hồng sau năm 1946 là xã hợp nhất bởi xã Vực Đường (Lê Xá, Cao Xá, Bản Lễ) và hai thôn của xã Diên Hồng trước năm 1946 (Cộng Vũ, Bình Đôi).
Xã Diên Hồng trước năm 1946 gồm 4 thôn (Giang, Mát, Cộng Vũ và Bình Đôi).
Đến năm 1946 sau khi đất nước dành chính quyền thì Xã Diên Hồng được tách ra 2 thôn Giang và Mát hợp thành xã Độc Lập nay là Nhân La. 2 thôn Cộng Vũ và Bình Đôi hợp nhất với xã Vực Đường thành xã mới cũng lấy tên là Diên Hồng.
Trước 1946: Xã Diên Hồng: (Giang, Mát, Bình Đôi, Cộng Vũ)
Xã Vực Đường: (Lê Xá, Cao Xá, Bản Lễ)
Sau 1946: Xã Độc Lập (nay là Nhân La): (Giang, Mát)
Xã Diên Hồng (nay là Vũ Xá): (Cộng Vũ, Bình Đôi, Lê Xá, Cao Xá, Bản Lễ)